# 성소수자 차별반대 무지개행동

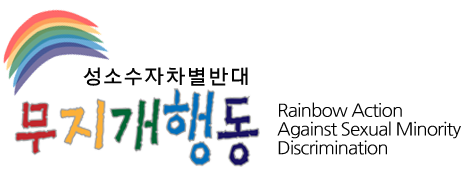
무지개행동 로고

무지개행동은 2008년 5월 17일결성된 대한민국 성소수자 단체들의 연맹체다. 1994년 초동회의 분열 이후 분열되었던 각 성소수자 단체들은 2007년 10월 31일 저녁 당시 정부에서 준비중인 '차별금지법안'이 알려지자, '성적소수자 차별 및 혐오 저지를 위한 긴급 번개'를 하고 연맹체를 조직하기로 협의하여 2007년 11월 5일 무지개행동을 조직했다.
초기에는 명칭을 '차별금지법 대응 및 성소수자 혐오, 차별 저지를 위한 긴급 공동행동'(약칭 성소수자차별저지긴급행동)이라 했다가 2008년 5월 '성소수자차별반대무지개행동'(약칭 무지개행동)으로 명칭을 바꾸었다.

## 연혁
초동회 이후, 성소수자단체들은 단체간의 원활한 소통을 위해 한국동성애자단체협의회 등의 연합체를 만들어왔으나, 내부의 의견차이로 연대체를 해소하게 되었다. 이후 각 사안에 대해 개별 연대체를 만들어 대응하기는 했지만, 모든 성적소수자 단체들이 함께 하는 연대체는 없는 상황이었다.
2007년 10월 정부에서 차별금지법안을 만들고 있고 그 안에서 성적지향, 성 정체성을 포함한 차별 사유들이 빠질 수 있다는 사실이 알려지며 당시 성소수자 단체의 활동가들은 급히 모임을 갖고 차별금지법이 있어야 하는 필요성과 성적지향, 성 정체성이 누락되어서는 안된다는 사실에 공감하며 '성적소수자 차별 및 혐오 저지를 위한 긴급 번개'를 열기로 결의했다. 첫번째 번개에서 100여명의 사람이 모이면서, 사람들은 차별금지법에서 성적지향 성별정체성의 누락에 대해 항의해야 한다는 것에 동의하며, 법무부를 포함하여 정부에 항의를 하는 액션을 조직하기로 한다. 총 *회의 긴급 번개를 진행하며 성소수자 단체 뿐 아니라 인권단체들도 함께 대응을 진행하였다. 성소수자 단체들은 성소수자 차별의 상황을 알리고, 차별금지법에서 성소수자 차별이 누락되지 않아야 함에 집중하는 '차별금지법 대응 및 성소수자 혐오, 차별 저지를 위한 긴급 공동행동'을 조직하였고, 이에 연대하던 시민, 인권단체들은 차별금지법에서 차별사유의 누락이 없어야 함을 알리고, 다양한 차별 상황을 이야기하고, 올바른 차별금지법 제정을 위해 노력하는 '차별금지법제정연대'를 조직한다.
차별금지법안은 결국 7개의 차별 사유가 삭제되어 상정되었지만, 17대 국회의 임기 만료로 폐기 되었다.
2008년 5월 긴급행동은 서울숲에서 소풍을 겸한 전체 모임을 갖고, 긴급행동을 해소하고 성소수자차별반대무지개행동이라는 이름으로 연대체를 이어가기로 결의한다.
이후 무지개행동은, 시민사회단체외의 연대, 차별금지법 대응, 정책 제안, 기자회견 진행, 논평 및 성명 발표 등을 진행하며, 성소수자 인권 증진을 향한 활동들을 이어나가고 있다.

## 참여 단체
2017년 6월 28개 단체가 참여 중이다. 참여 중인 단체는 다음과 같다.
- 공익인권법재단 공감
- 공익인권변호사모임 희망을만드는법
- 노동당 성정치위원회
- 녹색당 소수자인권특별위원회
- 대구퀴어문화축제
- 대전 성소수자 인권모임 솔롱고스
- 대학•청년성소수자모임연대 QUV
- 레주파
- 무지개인권연대
- 부산 성소수자 인권모임 QIP
- 30대 이상 레즈비언 친목모임 그루터기
- 성별이분법에 저항하는 사람들의 모임 '여행자'
- 성적소수문화인권연대 연분홍치마
- 성적지향.성별정체성 법정책연구회
- (사) 신나는센터
- 언니네트워크
- 이화 성소수자인권운동모임 변태소녀하늘을날다
- 정의당 성소수자 위원회
- 조계종 사회노동위원회
- 지구지역행동네트워크
- 차별없는세상을위한기독인연대
- 청소년성소수자위기지원센터 띵동
- 퀴어문화축제조직위원회
- 한국게이인권운동단체 친구사이
- 한국레즈비언상담소
- 한국성적소수자문화인권센터
- 행동하는성소수자인권연대
- HIV/AIDS인권연대 나누리+

## 같이 보기
- 인권
- 대한민국의 성소수자 인권단체
- 퀴어문화축제